# Pac-Man World Rally
Pac-Man World Rally es un videojuego de la serie Pac-Man, creado el 22 de agosto de 2006 por Bandai Namco. Es un juego de carreras, con 16 pistas destinadas a ellas, además de 6 arenas para batallas entre dos a ocho participantes (incluyendo al jugador). Tiene varios puntos positivos, por ejemplo que se podrán recoger Power-Ups (Pac-Dots que llenan un tanque, y que al ser llenado por completo, se puede activar un bonus en el que tu puedes comerte a los demás competidores, es decir, los pones bajo el efecto del Power-Pellet), y frutas captadoras: estas tienen la capacidad de abrir atajos secretos.

## Personajes
Son 16 los personajes a escoger en el juego. Ellos son:

### Buenos
- Pac-Man
- Ms. Pac-Man
- Jr. Pac-Man

### Dig Dug
- Pooka
- Fygar

### Katamari Damacy
- The Prince

### Malvados
- Blinky
- Inky
- Pinky
- Clyde
- Pac-Devil
- Toc-Man
- Spooky
- Erwin

### Mr. Driller(SoloPSP)
- Mr. Driller

### Mappy(SoloPSP)
- Mappy

## Desbloqueables
Niveles
Solo 8 niveles están desbloqueados (Sólo los de las copas Cereza y Uva), el resto son desbloqueables.

### Cherry Cup (Copa Cereza)
- Gloud Garden
- Molten Mountain
- Rolling Hills
- Ghost Mansion

### Grape Cup (Copa Uva)
- Canyon Crusade
- Artic Iceberg
- Jungle Safari
- Pirate Cove

### Watermelon Cup (Copa Sandía)
- Winding Wetlands
- Toc-Man's Factory
- Funhouse of Terror
- Spooky's Castle

### Classic Cup (Copa Clásica)
- Galactic Outpost
- Subterranean Speedway (Sólo en la versión de PSP)
- King's Kourse
- Retro Maze

### Rally Cup (Copa Rally)
En ésta copa no hay ningún nivel nuevo, sino que se vuelven a jugar todos los niveles anteriores uno por uno, durando una vuelta cada uno.
Personajes
En la versión de Windows, PlayStation 2, y Nintendo GameCube hay un total de 14 personajes, 3 de ellos son desbloqueables completando sus respectivas dificultades:
Dificultad Fácil: The Prince
Dificultad Normal: Pooka
Dificultad difícil: Fygar
En la versión de PlayStation Portable hay 16 personajes, 3 de ellos son desbloqueables completando sus respectivas dificultades:
Dificultad Fácil: The Prince
Dificultad Normal: Mappy
Dificultad Difícil: Mr. Driller
(La dificultad Pesadilla no desbloquea ningún personaje)
Dificultades
Nightmare (Pesadilla) esta dificultad en la versión de PlayStation 2, Nintendo GameCube y Windows se desbloquea al completar la Copa Rally en dificultad difícil.
En la versión de PlayStation Portable esta dificultad se desbloquea al ganar todas las copas doradas de las tres dificultades (Fácil, Normal, y Difícil) y al ganar todas las copas doradas de los minijuegos exclusivos de esta versión los cuales son Clockbuster y Letter Hunt.
Armas
Este juego cuenta con armas que pueden ser usadas para beneficio de los jugadores, por defecto hay cierta cantidad de armas desbloqueadas pero hay 4 que se pueden desbloquear comiendo cierta cantidad de fantasmas bajo el efecto de Power-Pellet las cuales son:
Black Pac-Bomb (comer 6 fantasmas en la copa cereza)
Esta bomba es de color negro y actúa como una bomba verde rebotando con cualquier objeto y pared que encuentre en su camino, a diferencia de la bomba verde, la bomba negra al explotar encima de un jugador sale otra bomba corriendo en dirección contraria al jugador.
Siria: The ice dragon (comer 8 fantasmas en la copa uva)
Este dragón de hielo no ataca a ningún jugador, si no que suelta tres cubos de hielo gigantes en el camino los cuales si un jugador choca contra ellos quedará congelado un corto tiempo. Se puede quitar el hielo por capas presionando el botón de acelerar)
Sir Pac-a-Lot (comer 10 fantasmas en la copa sandía)
Este caballero sale corriendo hacia el competidor que esté adelante y lo aplasta de un espadazo y luego de esto se destruye. Si durante un tiempo determinado este caballero no alcanza ningún jugador, este se destruirá solo.
Galaga Ship (comer 12 fantasmas en la copa clásica)
Esta nave del videojuego Galaga está presente en este videojuego, su función es disparar a cualquier competidor y/o obstáculo que esté delante del camino del jugador. No tiene límite de disparos, ya que dispara automáticamente cuando tiene un jugador y/o obstáculo cerca. Sin embargo puede ser destruida lanzando una caja falsa o un muñeco de nieve hacia adelante ya que estos nunca serán lanzados y en lugar de eso destruirán a la nave.

## Música
La música fue tocada por Tommy Tallarico, Dweezil Zappa, Mike Rubino, Rod Abernethy, y Charlie Marlone. La música contiene soundtracks remixados de videojuegos clásicos de namco como Galaga, Dig Dug y del clásico Pac-Man, así como su secuela, Ms. Pac-Man. Así mismo, en el soundtrack se incluye una versión más nueva pero fiel del tema principal del videojuego Katamari Damacy, Katamari in the Rocks.

## Plataformas disponibles
- Windows
- PlayStation 2
- Nintendo Game Cube
- PlayStation Portable (PSP)
- También se planeó una versión para la Xbox, que finalmente fue cancelada, también exixtio Snoopy en esta version de Pac Man World Rally.